# Mattias Svanberg
Mattias Olof Svanberg (Malmö, 5 gennaio 1999) è un calciatore svedese, centrocampista del Wolfsburg e della nazionale svedese.

## Biografia
È nato nel 1999 a Malmö, città in cui il padre Bo stava disputando l'ennesima stagione nella locale squadra di hockey dei Malmö Redhawks (precedentemente noti come Malmö IF).
È fidanzato con Alice Magnusson, centrocampista del Bologna CF.

## Caratteristiche tecniche
Gioca come interno di centrocampo, ma può giocare anche come esterno. Spostato nel ruolo di mediano nel 4-2-3-1 da Siniša Mihajlović al Bologna, saltuariamente ha ricoperto anche la posizione di trequartista. Forte fisicamente, è dotato di buona tecnica ed è bravo negli inserimenti offensivi, oltre a essere un buon assist-man. Dispone anche di buon passo oltre a essere pericoloso nei tiri dalla distanza.

## Carriera

### Club

#### Giovanili
Mattias ha iniziato a giocare a calcio nel Bunkeflo IF, società di Malmö che a partire dal 1º gennaio 2008 si è trasformata nell'IF Limhamn Bunkeflo a seguito di una fusione.
Prima dell'inizio della stagione 2013 ha fatto ingresso nel settore giovanile del Malmö FF. Il 7 giugno 2015, all'età di 16 anni, si è seduto per la prima volta in panchina con la prima squadra in occasione di Malmö FF-Djurgården.
Nel corso della stessa stagione, precisamente l'8 novembre, ha collezionato la sua prima presenza ufficiale giocando in Coppa di Svezia contro i dilettanti del Götene IF.

#### Prima squadra del Malmö
Il 4 marzo 2016, il diciassettenne Svanberg ha firmato un contratto di quattro anni con il club azzurro. Il successivo 28 maggio ha fatto il suo debutto nella massima serie subentrando a Viðar Örn Kjartansson all'82' minuto di Östersund-Malmö FF (1-4), 12ª giornata dell'Allsvenskan 2016. Il suo primo gol è arrivato il 25 settembre 2016, nel derby di Scania vinto in casa 2-0 contro l'Helsingborg. Nella partita che ha dato al Malmö la matematica certezza della conquista del titolo nazionale, il 26 ottobre 2016 sul campo del già retrocesso Falkenberg, Svanberg ha messo a segno un gol e un assist.

#### Bologna
Il 5 luglio 2018 si trasferisce a titolo definitivo in Italia al Bologna. Segna il primo gol in Serie A nell’ultima giornata del campionato 2019-20 contro il Torino.
Wolfsburg
Il 16 luglio 2022 si trasferisce ai tedeschi del Wolfsburg per 10 milioni di euro più 2 di bonus.

### Nazionale
Dopo aver collezionato presenze nelle nazionali svedesi Under-17 e Under-19, il 5 settembre 2017 ha giocato la sua prima partita con l'Under-21 partendo titolare in Svezia-Cipro (4-1).
Il 12 novembre 2018 riceve la prima convocazione in Nazionale maggiore in vista delle sfide di Nations League contro Turchia e Russia, senza venire impiegato in nessuna delle due sfide. L'anno successivo torna tra i convocati della Svezia in vista delle sfide contro Romania e Fær Øer; contro la seconda arriva il debutto e trova anche la via del goal nel 3-0 della sua squadra. Convocato per il campionato d'Europa 2020, nonostante risulti positivo al COVID-19 poco prima dell'inizio della manifestazione, viene confermato nella lista dei 26 finali, pur non scendendo in campo durante la manifestazione continentale.

## Statistiche

### Presenze e reti nei club
Statistiche aggiornate al 27 maggio 2023.
| Stagione        | Squadra         | Campionato      | Campionato | Campionato | Coppe nazionali | Coppe nazionali | Coppe nazionali | Coppe continentali | Coppe continentali | Coppe continentali | Altre coppe | Altre coppe | Altre coppe | Totale | Totale |
| Stagione        | Squadra         | Comp            | Pres       | Reti       | Comp            | Pres            | Reti            | Comp               | Pres               | Reti               | Comp        | Pres        | Reti        | Pres   | Reti   |
| --------------- | --------------- | --------------- | ---------- | ---------- | --------------- | --------------- | --------------- | ------------------ | ------------------ | ------------------ | ----------- | ----------- | ----------- | ------ | ------ |
| 2015            | Malmö FF        | AS              | 0          | 0          | SC              | 1               | 0               |                    | -                  | -                  | -           | -           | -           | 1      | 0      |
| 2016            | Malmö FF        | AS              | 6          | 2          | SC              | 1               | 0               |                    | -                  | -                  | -           | -           | -           | 7      | 2      |
| 2017            | Malmö FF        | AS              | 18         | 1          | SC              | 1               | 0               | UCL                | 2                  | 0                  | -           | -           | -           | 21     | 1      |
| 2018            | Malmö FF        | AS              | 12         | 2          | SC              | 6               | 1               | UCL                | 0                  | 0                  | -           | -           | -           | 18     | 3      |
| Totale Malmö FF | Totale Malmö FF | Totale Malmö FF | 36         | 5          |                 | 9               | 1               |                    | 2                  | 0                  |             | -           | -           | 47     | 6      |
| 2018-2019       | Bologna         | A               | 23         | 0          | CI              | 1               | 0               | -                  | -                  | -                  | -           | -           | -           | 24     | 0      |
| 2019-2020       | Bologna         | A               | 25         | 1          | CI              | 2               | 0               | -                  | -                  | -                  | -           | -           | -           | 27     | 1      |
| 2020-2021       | Bologna         | A               | 34         | 5          | CI              | 1               | 0               | -                  | -                  | -                  | -           | -           | -           | 35     | 5      |
| 2021-2022       | Bologna         | A               | 36         | 3          | CI              | 1               | 0               | -                  | -                  | -                  | -           | -           | -           | 37     | 3      |
| Totale Bologna  | Totale Bologna  | Totale Bologna  | 118        | 9          |                 | 5               | 0               |                    | -                  | -                  |             | -           | -           | 123    | 9      |
| 2022-2023       | Wolfsburg       | BL              | 32         | 4          | CG              | 3               | 1               | -                  | -                  | -                  | -           | -           | -           | 35     | 5      |
| 2023-2024       | Wolfsburg       | BL              | 20         | 1          | CG              | 3               | 0               | -                  | -                  | -                  | -           | -           | -           | 23     | 1      |
| Totale carriera | Totale carriera | Totale carriera | 206        | 19         |                 | 20              | 2               |                    | 2                  | 0                  |             | 0           | 0           | 228    | 21     |

### Cronologia presenze e reti in nazionale
| Cronologia completa delle presenze e delle reti in nazionale ― Svezia | Cronologia completa delle presenze e delle reti in nazionale ― Svezia | Cronologia completa delle presenze e delle reti in nazionale ― Svezia | Cronologia completa delle presenze e delle reti in nazionale ― Svezia | Cronologia completa delle presenze e delle reti in nazionale ― Svezia | Cronologia completa delle presenze e delle reti in nazionale ― Svezia | Cronologia completa delle presenze e delle reti in nazionale ― Svezia | Cronologia completa delle presenze e delle reti in nazionale ― Svezia |
| Data                                                                  | Città                                                                 | In casa                                                               | Risultato                                                             | Ospiti                                                                | Competizione                                                          | Reti                                                                  | Note                                                                  |
| --------------------------------------------------------------------- | --------------------------------------------------------------------- | --------------------------------------------------------------------- | --------------------------------------------------------------------- | --------------------------------------------------------------------- | --------------------------------------------------------------------- | --------------------------------------------------------------------- | --------------------------------------------------------------------- |
| 18-11-2019                                                            | Solna                                                                 | Svezia                                                                | 3 – 0                                                                 | Fær Øer                                                               | Qual. Euro 2020                                                       | 1                                                                     | 45’                                                                   |
| 8-9-2020                                                              | Solna                                                                 | Svezia                                                                | 0 – 2                                                                 | Portogallo                                                            | UEFA Nations League 2020-2021 - 1º turno                              | -                                                                     | 79’                                                                   |
| 9-10-2020                                                             | Mosca                                                                 | Russia                                                                | 1 – 2                                                                 | Svezia                                                                | Amichevole                                                            | -                                                                     |                                                                       |
| 11-11-2020                                                            | Brøndby                                                               | Danimarca                                                             | 2 – 0                                                                 | Svezia                                                                | Amichevole                                                            | -                                                                     | 76’                                                                   |
| 25-3-2021                                                             | Solna                                                                 | Svezia                                                                | 1 – 0                                                                 | Georgia                                                               | Qual. Mondiali 2022                                                   | -                                                                     | 73’                                                                   |
| 28-3-2021                                                             | Pristina                                                              | Kosovo                                                                | 0 – 3                                                                 | Svezia                                                                | Qual. Mondiali 2022                                                   | -                                                                     | 90’                                                                   |
| 31-3-2021                                                             | Solna                                                                 | Svezia                                                                | 1 – 0                                                                 | Estonia                                                               | Amichevole                                                            | -                                                                     | 80’                                                                   |
| 29-5-2021                                                             | Solna                                                                 | Svezia                                                                | 2 – 0                                                                 | Finlandia                                                             | Amichevole                                                            | -                                                                     | 77’                                                                   |
| 5-6-2021                                                              | Solna                                                                 | Svezia                                                                | 3 – 1                                                                 | Armenia                                                               | Amichevole                                                            | -                                                                     | 72’                                                                   |
| 2-9-2021                                                              | Solna                                                                 | Svezia                                                                | 2 – 1                                                                 | Spagna                                                                | Qual. Mondiali 2022                                                   | -                                                                     | 90+4’                                                                 |
| 5-9-2021                                                              | Solna                                                                 | Svezia                                                                | 2 – 1                                                                 | Uzbekistan                                                            | Amichevole                                                            | -                                                                     | 62’                                                                   |
| 8-9-2021                                                              | Atene                                                                 | Grecia                                                                | 2 – 1                                                                 | Svezia                                                                | Qual. Mondiali 2022                                                   | -                                                                     | 66’                                                                   |
| 9-10-2021                                                             | Solna                                                                 | Svezia                                                                | 3 – 0                                                                 | Kosovo                                                                | Qual. Mondiali 2022                                                   | -                                                                     | 85’                                                                   |
| 12-10-2021                                                            | Solna                                                                 | Svezia                                                                | 2 – 0                                                                 | Grecia                                                                | Qual. Mondiali 2022                                                   | -                                                                     | 81’ 90+3’                                                             |
| 11-11-2021                                                            | Batumi                                                                | Georgia                                                               | 2 – 0                                                                 | Svezia                                                                | Qual. Mondiali 2022                                                   | -                                                                     | 78’                                                                   |
| 14-11-2021                                                            | Siviglia                                                              | Spagna                                                                | 1 – 0                                                                 | Svezia                                                                | Qual. Mondiali 2022                                                   | -                                                                     | 63’                                                                   |
| 24-3-2022                                                             | Solna                                                                 | Svezia                                                                | 1 – 0 dts                                                             | Rep. Ceca                                                             | Qual. Mondiali 2022                                                   | -                                                                     | 72’                                                                   |
| 29-3-2022                                                             | Chorzów                                                               | Polonia                                                               | 2 – 0                                                                 | Svezia                                                                | Qual. Mondiali 2022                                                   | -                                                                     | 67’                                                                   |
| 2-6-2022                                                              | Lubiana                                                               | Slovenia                                                              | 0 – 2                                                                 | Svezia                                                                | UEFA Nations League 2022-2023 - 1º turno                              | -                                                                     | 65’                                                                   |
| 5-6-2022                                                              | Solna                                                                 | Svezia                                                                | 1 – 2                                                                 | Norvegia                                                              | UEFA Nations League 2022-2023 - 1º turno                              | -                                                                     | 45’                                                                   |
| 9-6-2022                                                              | Solna                                                                 | Svezia                                                                | 0 – 1                                                                 | Serbia                                                                | UEFA Nations League 2022-2023 - 1º turno                              | -                                                                     | 34’                                                                   |
| 24-9-2022                                                             | Belgrado                                                              | Serbia                                                                | 4 – 1                                                                 | Svezia                                                                | UEFA Nations League 2022-2023 - 1º turno                              | -                                                                     |                                                                       |
| 27-9-2022                                                             | Solna                                                                 | Svezia                                                                | 1 – 1                                                                 | Slovenia                                                              | UEFA Nations League 2022-2023 - 1º turno                              | -                                                                     | 79’                                                                   |
| 16-11-2022                                                            | Girona                                                                | Messico                                                               | 1 – 2                                                                 | Svezia                                                                | Amichevole                                                            | 1                                                                     |                                                                       |
| 19-11-2022                                                            | Malmö                                                                 | Svezia                                                                | 2 – 0                                                                 | Algeria                                                               | Amichevole                                                            | -                                                                     | 75’                                                                   |
| 24-3-2023                                                             | Solna                                                                 | Svezia                                                                | 0 – 3                                                                 | Belgio                                                                | Qual. Euro 2024                                                       | -                                                                     |                                                                       |
| 27-3-2023                                                             | Solna                                                                 | Svezia                                                                | 5 – 0                                                                 | Azerbaigian                                                           | Qual. Euro 2024                                                       | -                                                                     |                                                                       |
| 20-6-2023                                                             | Vienna                                                                | Austria                                                               | 2 – 0                                                                 | Svezia                                                                | Qual. Euro 2024                                                       | -                                                                     | 87’                                                                   |
| 12-10-2023                                                            | Solna                                                                 | Svezia                                                                | 3 – 1                                                                 | Moldavia                                                              | Amichevole                                                            | -                                                                     | 89’                                                                   |
| 16-10-2023                                                            | Bruxelles                                                             | Belgio                                                                | 1 – 1                                                                 | Svezia                                                                | Qual. Euro 2024                                                       | -                                                                     | 36’                                                                   |
| 16-11-2023                                                            | Baku                                                                  | Azerbaigian                                                           | 3 – 0                                                                 | Svezia                                                                | Qual. Euro 2024                                                       | -                                                                     |                                                                       |
| 19-11-2023                                                            | Solna                                                                 | Svezia                                                                | 2 – 0                                                                 | Estonia                                                               | Qual. Euro 2024                                                       | -                                                                     | 72’                                                                   |
| 21-3-2024                                                             | Guimaraes                                                             | Portogallo                                                            | 5 – 2                                                                 | Svezia                                                                | Amichevole                                                            | -                                                                     | 70’                                                                   |
| 25-3-2024                                                             | Solna                                                                 | Svezia                                                                | 1 – 0                                                                 | Albania                                                               | Amichevole                                                            | -                                                                     | 63’                                                                   |
| 5-9-2024                                                              | Baku                                                                  | Azerbaigian                                                           | 1 – 3                                                                 | Svezia                                                                | UEFA Nations League 2024-2025 - 1º turno                              | -                                                                     | 64’                                                                   |
| Totale                                                                |                                                                       | Presenze                                                              | 35                                                                    |                                                                       | Reti                                                                  | 2                                                                     |                                                                       |

## Palmarès

### Club

#### Competizioni nazionali
- Campionato svedese: 2

Malmö: 2016, 2017